# VIII. (IX.) István pápa
IX. István (latinul: Stephanus), (9. század vége – 942. október) került a keresztény egyház élére a történelem folyamán 129.-ként 939. július 14-én. Amint az már megszokottá vált, István pápasága is Róma hercegének kényétől függött. II. Alberik tette meg pápának és később egy végzetes hiba miatt ő űzte el a trónról.

## Élete
Rómában született és később a papi hivatást választva évek hosszas munkájával sikerült elérnie a bíborosi rangot. A Szent Szilveszter és Márton-templom kardinálisa volt. Amikor elődje, VII. Leó meghalt, a város ura Istvánt jelölte a trónra. Leó halálának másnapján, 939. július 14-én már fel is szentelték Istvánt hivatalába. Alberik nem várt tőle semmit, sőt pontosan azt akarta, hogy a pápa vonja ki magát a politikai életből. Ezért István pontifikátusa alatt igazán nem beszélhetünk pápai döntésekről, hiszen helyette Alberik uralkodott az egyházban is. István minden erejével támogatta a clunyi reformokat és a monostorizmust. 

Azonban a napjait a Lateránban tengető egyházfő egy idő múlva megunta a tétlenkedést, és megkísérelt elszakadni Alberik elnyomó uralmától. A herceg távollétében kihirdette, hogy a Római Birodalom császárának a Szentszék a Karoling-dinasztia sarját, Tengerentúli Lajost ismeri el. Azt aki nem a francia uralkodót támogatja kiközösítéssel fenyegette meg. A hazatérő Alberik dühöngött István hűtlenségén, és katonáival azonnal elfogatta a pápát, majd büntetésül úgy megcsonkította István testét, hogy az sebeibe pár napon belül belehalt 942 októberében.

## Művei
- Documenta Catholica Omnia (latin nyelven). (Hozzáférés: 2011. december 6.)

## Online források
- Magyar Katolikus Lexikon